# Indian Summer (canción de The Doors)
«Indian Summer» es una canción de la banda estadounidense de blues/rock psicodélico, The Doors, escrita por Jim Morrison y Robby Krieger y grabada en 1966, e incluida después en 1970 en Morrison Hotel y producida entonces, como todo el álbum, por Paul A. Rothchild, bajo el sello de Elektra Records, y terminó siendo una de las canciones más cortas del LP, con 2:33, solo después de Blue Sunday, con 2:08.
Originalmente, la canción iba a pertenecer al álbum debut de la banda, The Doors, incluso fue grabada en agosto de 1966, pero no fue seleccionada como una canción que entrara al mismo, gracias a sus similitudes con la pieza final del álbum, The End. Así se estuvo inédita hasta que se lanzó en el álbum el 9 de febrero de 1970.

## Grabación
La canción originalmente fue compuesta en 1965, y según Robby Krieger fue la primera que el grupo grabó en un estudio. Se pensó en su incorporación para el álbum debut de la banda, The Doors, pero fue rechazado por su similitud con The End.